# Bruce Hopper
Bruce C. Hopper (1892 - 1973) est un soviétologue et professeur de science politique à la Harvard School of Government (maintenant, John F. Kennedy School of Government) de l'université Harvard. 

## Jeunesse
Après des études à l’université du Montana puis à Harvard (1916-1917), il sert durant la Première Guerre mondiale dans l’aviation en France avant d'être affecté au service historique. Ses services lui valurent la croix de guerre, la Pershing Citation et la Légion d'honneur. C’est à cette époque qu’il fait connaissance de Carl A. Spaatz, un homme qui devait plus tard devenir général d'aviation et occuper une place importante dans le dispositif militaire allié durant la Seconde Guerre mondiale. En 1919-1920, il suit des études à la Sorbonne et à Oxford. De 1920 à 1923, il voyage beaucoup au Moyen-Orient, en Inde et en Chine. Il retourne à Harvard de 1924 à 1925. De 1926 à 1929, il est observateur en Union soviétique pour l’Institute of Current World Affairs ce qui l’amène à visiter le Caucase, l’Oural et l’Arctique. Il passe sa thèse à Harvard en 1930 et intègre le département gouvernemental de cette université.

## Carrière
En plus de ses cours à Harvard, il fait des conférences au Naval War College de Newport et à l’Army War College. Ami de Walter Lippmann qui le remercie en préface de son livre Good Society pour ses critiques et suggestions, il participe en 1938 au colloque Walter Lippmann.
Durant la Seconde Guerre mondiale, après avoir été observateur en Suède pour l’Office of Strategic Services, il est nommé historien à la 8th Air Force et à l’US Strategic Air Forces sous le commandement du général Carl A. Spaatz. Il suit ce dernier au Pentagone lorsqu’il est nommé chef d’état-major de l’US Air Force, un poste qu'il a tenu de 1946 à 1948. Bruce Hopper participe également, aux côtés de Carl Spaatz, à la création de l’US Air Force Academy.
Il a été membre de nombreuses institutions : Institut des relations du Pacifique, American Russian Institute (en) et Council on Foreign Relations.
Bruce Hopper a pris sa retraite d’enseignant en 1961 et a passé la fin de sa vie à Santa Barbara. Ses archives sont pour partie déposées avec celles de Carl A. Spaatz à la bibliothèque du Congrès et pour partie à l’université de Californie Santa Barbara et à l’université du Montana.

## Publications
- (en) Pan-Sovietism, the Issue Before America and the World, 1931 (aussi publié sous le titre What Russia Intends: The Peoples, Plans & Policy of Soviet Russia, 1931).
- (en) Soviet Sovereignty in the Arctic, 1937.
- (en) Potentials of Soviet Foreign Policy, 1939.
- (en) The Second World War -- Why?, 1940.
- (en) How Much Can and Will Russia Aid Germany?, 1940.
- (en) Narkomindel and Comintern, Instruments of World Revolution, 1941.
- (en) The War for Eastern Europe, 1941.